# Принстон (Вісконсин)
Принстон (англ. Princeton) — місто (англ. city) в США, в окрузі Ґрін-Лейк штату Вісконсин. Населення — 1267 осіб (2020).

## Географія
Принстон розташований за координатами 43°51′9″ пн. ш. 89°7′46″ зх. д. / 43.85250° пн. ш. 89.12944° зх. д. (43.852597, -89.129559).  За даними Бюро перепису населення США в 2010 році місто мало площу 4,23 км², з яких 3,98 км² — суходіл та 0,25 км² — водойми.

## Демографія
Згідно з переписом 2010 року, у місті мешкало 1214 осіб у 551 домогосподарстві у складі 312 родин. Густота населення становила 287 осіб/км².  Було 638 помешкань (151/км²).
Расовий склад населення:
| - 97,3 % — білих - 1,0 % — чорних або афроамериканців - 0,6 % — корінних американців - 0,4 % — азіатів |

До двох чи більше рас належало 0,6 %. Частка іспаномовних становила 1,5 % від усіх жителів.
За віковим діапазоном населення розподілялося таким чином: 22,9 % — особи молодші 18 років, 56,2 % — особи у віці 18—64 років, 20,9 % — особи у віці 65 років та старші. Медіана віку мешканця становила 44,7 року. На 100 осіб жіночої статі у місті припадало 87,3 чоловіків;  на 100 жінок у віці від 18 років та старших — 82,8 чоловіків також старших 18 років.
Середній дохід на одне домашнє господарство  становив 49 071 долар США (медіана — 41 875), а середній дохід на одну сім'ю — 60 224 долари (медіана — 61 042). Медіана доходів становила 37 120 доларів для чоловіків та 27 176 доларів для жінок. За межею бідності перебувало 7,8 % осіб, у тому числі 2,2 % дітей у віці до 18 років та 15,7 % осіб у віці 65 років та старших.
Цивільне працевлаштоване населення становило 627 осіб. Основні галузі зайнятості: виробництво — 29,3 %, освіта, охорона здоров'я та соціальна допомога — 20,6 %, мистецтво, розваги та відпочинок — 11,6 %, роздрібна торгівля — 8,6 %.